# Himi (Toyama)
Himi (Japonés: 氷見市;  Hepburn: Himi-shi?), es una ciudad de la Prefectura de Toyama en la Región de Chūbu en Japón. La ciudad fue fundada el 1 de agosto de 1952. Con un área total de 230,47 km² (89,0 millas cuadradas), tiene una población estimada de 52.721 personas distribuidas en 17.331 hogares para una densidad de población de 228 personas por km².

## Historia
La Prefectura de Himi fue fundada el 1 de abril de 1889 [明治22年], con la fusión de los sistemas de gobierno de varias ciudades y pueblos, y se le denominó oficialmente "Prefectura Himi" el 29 de marzo de 1896. En 1940, Himi llegó a ampliarse para incluir dos ciudades más. De nuevo en 1952, la Prefectura de Himi adquirió otras tres ciudades para ampliar aún más sus fronteras, y en 1953, adquirió dos ciudades más. Por último, en 1954, se convirtió en Himi la región tal como se define hoy en día.

## Hijos e hijas notables de la ciudad
- Abiko Motoo (dibujante de Manga).

## Puntos de interés
- Jardín botánico costero de Himi

## Algunas vistas de Himi

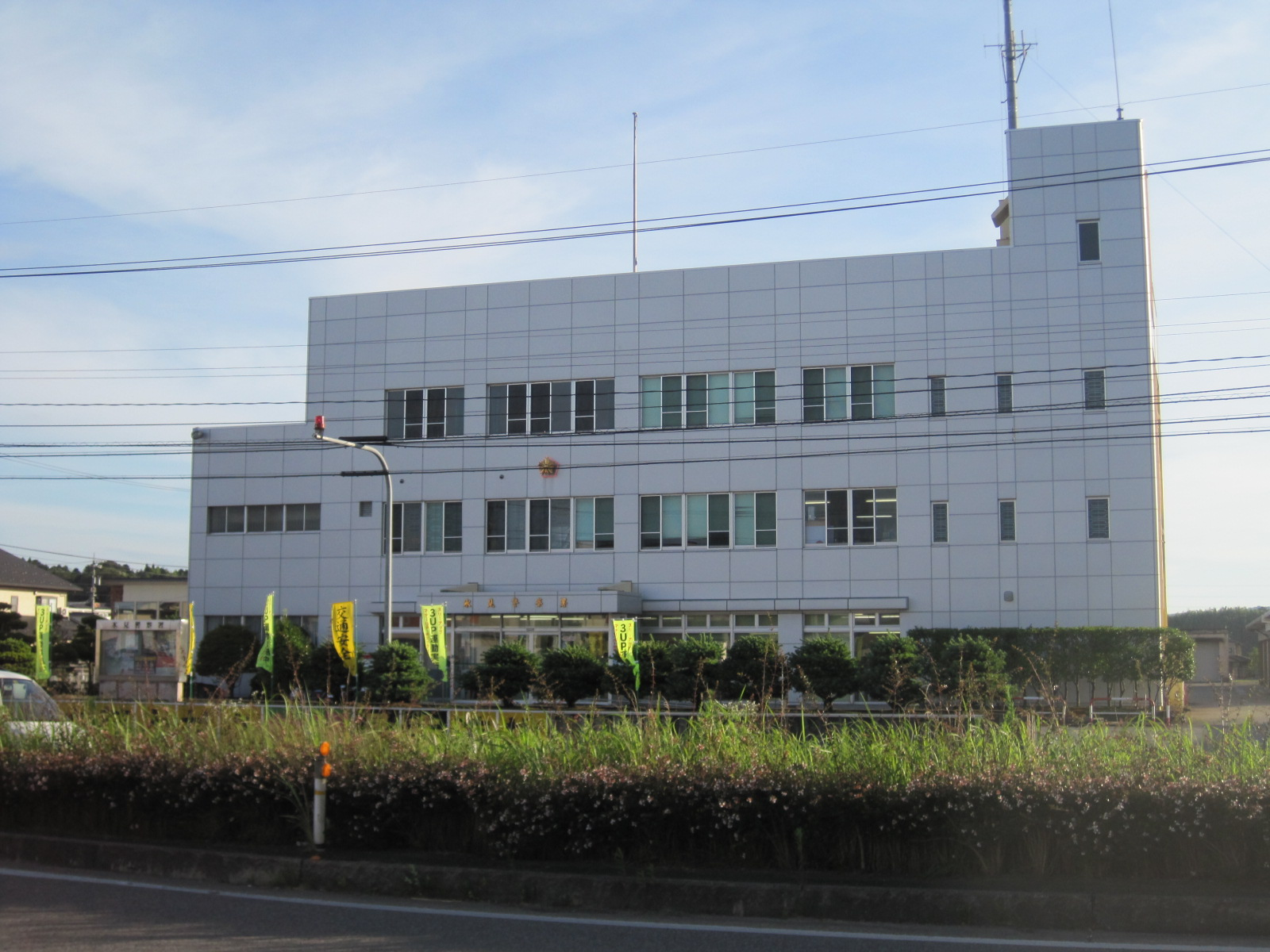
Estación de policía de Himi.
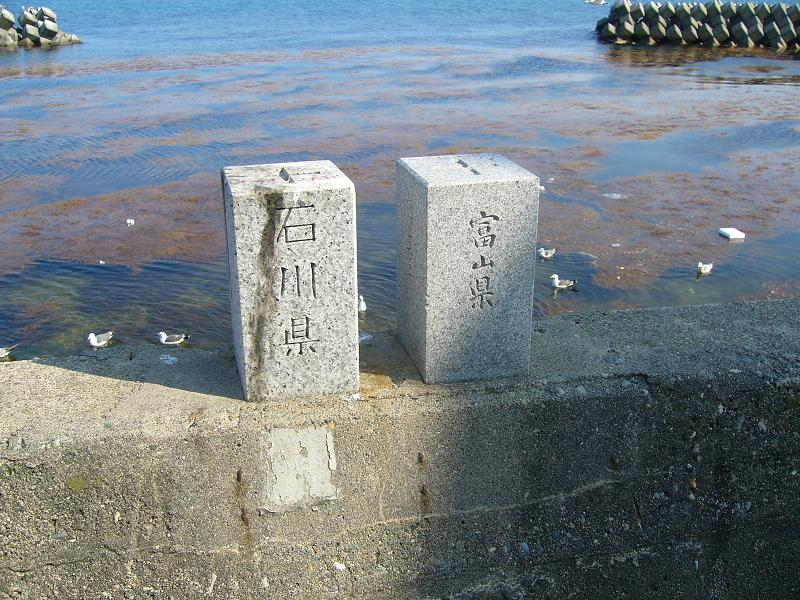
Ishikawa toyama kenzakai.
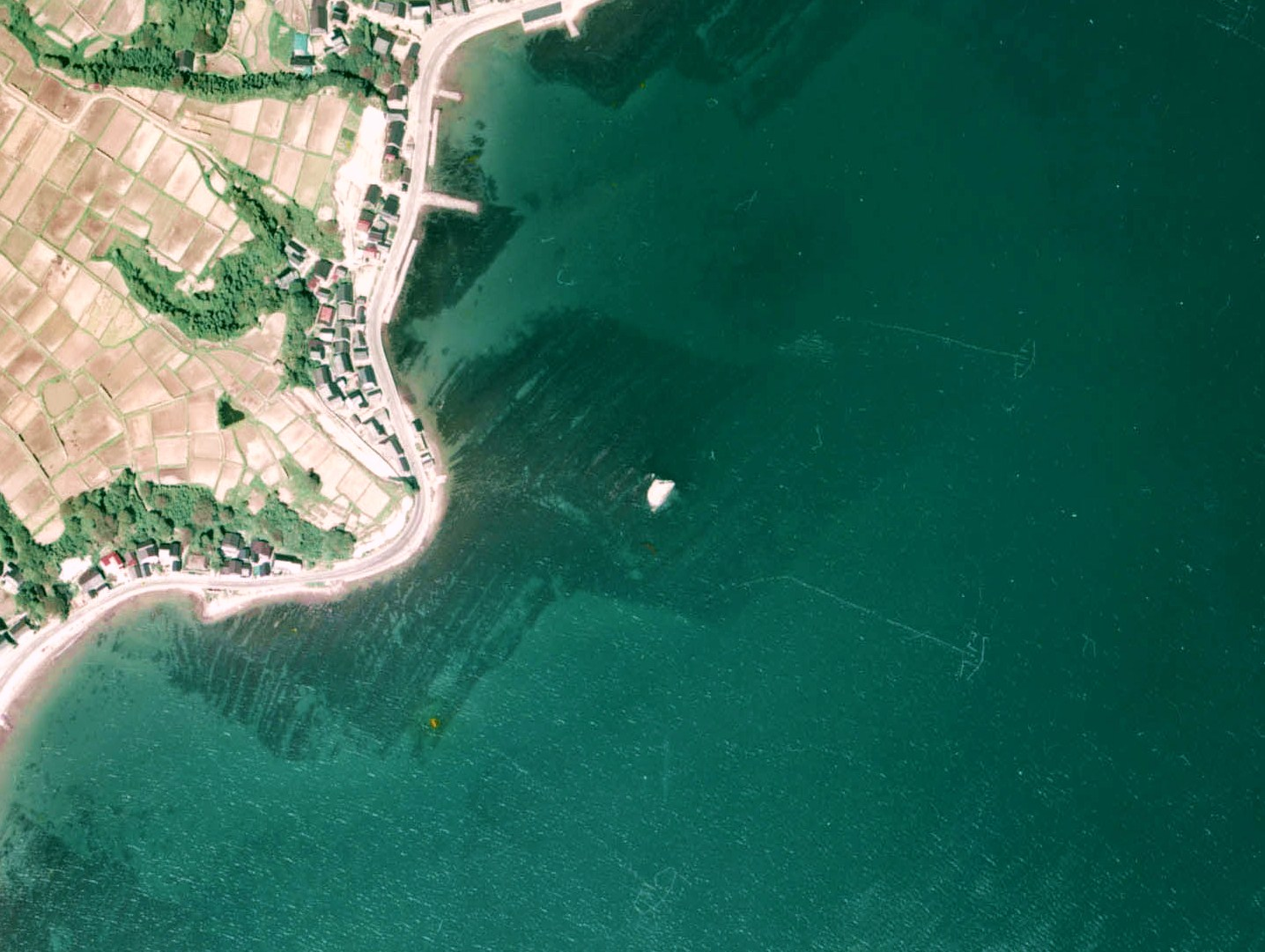
Fotografía aérea de la isla de Hotoke-Jima.
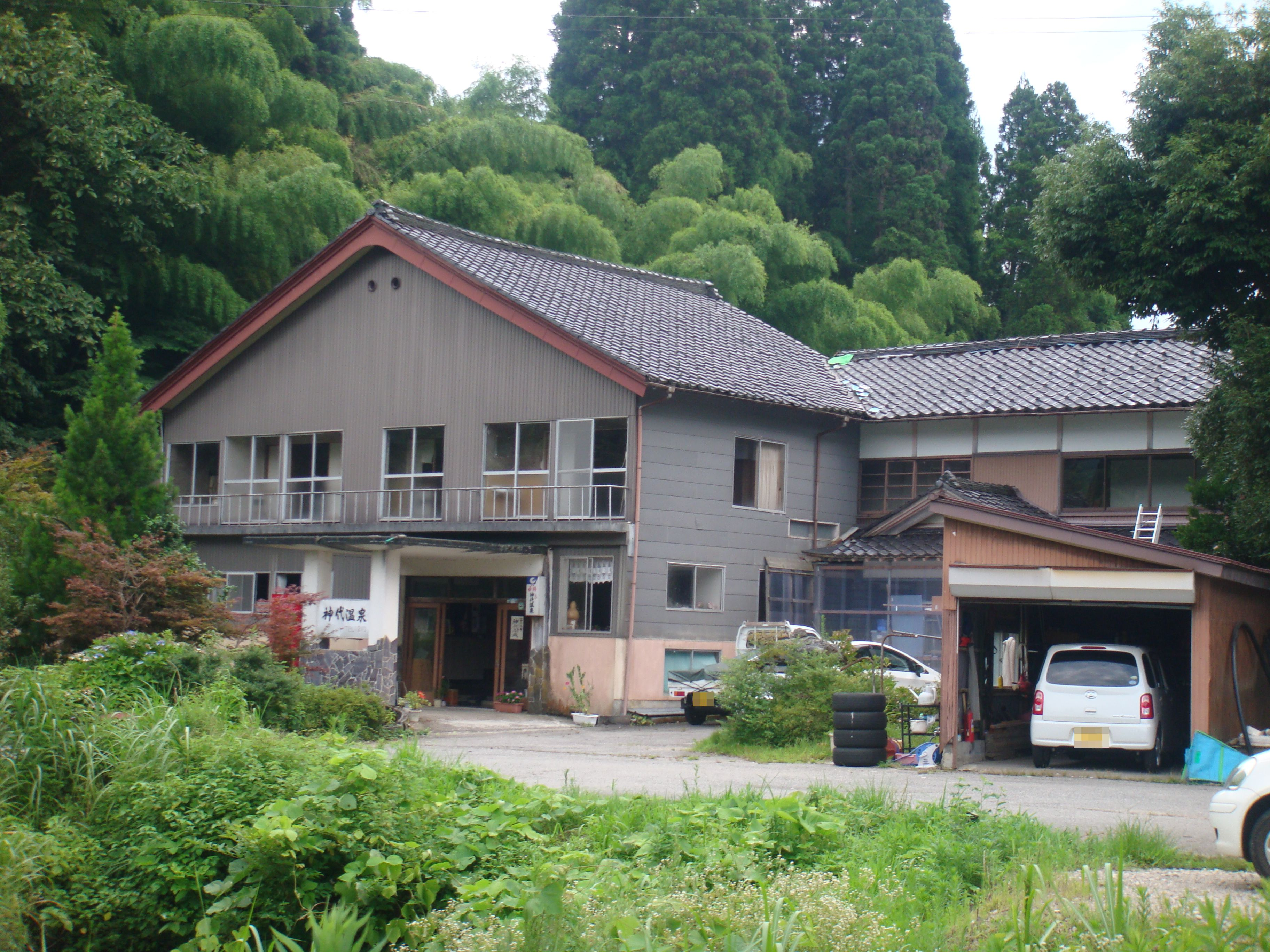
Balneario (onsen) de Koujiroonsen.